# 土佐坊昌俊
土佐坊 昌俊（とさのぼう しょうしゅん）は、平安時代末期の僧兵・武将。

## 生涯
大和国興福寺金剛堂の堂衆で、年貢問題で大和国針の庄の代官を夜討ちにしたことから、大番役として上洛していた土肥実平に預けられる。実平に伴われて関東に下向した後、源頼朝に臣従し、御家人として治承・寿永の乱に参加した。
頼朝と弟の源義経が対立した文治元年（1185年）、頼朝は京にいる義経を誅するべく御家人達を召集したが、名乗り出る者がいなかった。その折、昌俊が進んで引き受けて頼朝を喜ばせた。昌俊は出発前、下野国にいる老母と乳児の行く末を頼朝に託し、頼朝は彼らに下野国の中泉荘を与えている。
昌俊は弟の三上弥六家季ら83騎の軍勢で10月9日に鎌倉を出発し、17日に京の義経の館である六条室町亭を襲撃する（堀川夜討）。義経の家人達は出払っていて手薄であったが、義経は佐藤忠信らを伴い自ら討って出て応戦した。後に源行家の軍勢も義経に加わり、敗れた昌俊は鞍馬山に逃げ込んだが義経の郎党に捕らえられ、26日、家人とともに六条河原で梟首された（『吾妻鏡』）。義経は襲撃翌日の18日に、頼朝追討の宣旨を後白河法皇から受け取ると、直ちに挙兵の準備を開始した。
なお『吾妻鏡』によれば、頼朝は昌俊に対し9日間で上洛するように命じているが、義経の元には13日に暗殺計画が伝えられており、同日に義経は後白河法皇に頼朝追討令宣旨の勅許を求めている。したがって義経らは、昌俊の襲撃をあらかじめ知って待ち構えていた可能性が高い（『平家物語』延慶本では、昌俊らは9月29日に鎌倉を出発して、10月10日に京に到着したことになっている）。

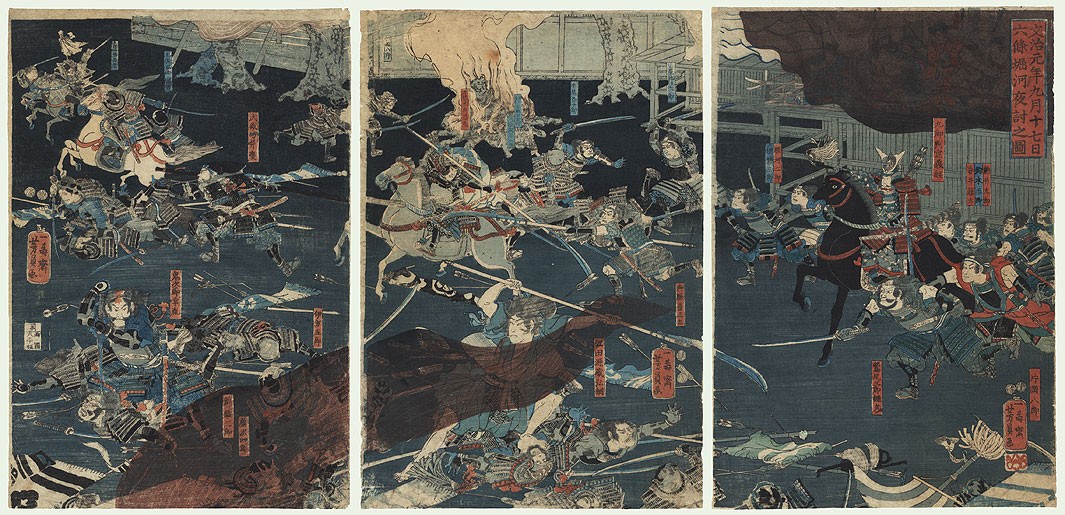
「文治元年九月十七日六條堀川夜討之圖」（江戸時代後期、一寿斎芳員画、ボストン美術館蔵）

また、昌俊の出発と入れ替わるように源範頼・佐々木定綱らが、治承・寿永の乱に従軍していた御家人を連れて京都を出発、関東に帰還しており、義経とその配下の従軍者との引き離しを終えていた。さらに頼朝追討の宣旨が出されたことを報じる使者が鎌倉に着いた22日には、勝長寿院で24日に開かれる予定の源義朝の法要のために、各地の御家人やその郎党が鎌倉に集結しつつあった（頼朝は法要終了後、ただちに彼らを義経討伐に派遣している）。これらの状況から、頼朝による昌俊派遣の目的は義経暗殺そのものよりも、義経を挑発して頼朝に叛旗を翻す口実を与えることであったとの見方もある。
なお、昌俊が頼朝から派遣された刺客であるとするのは義経側の主張であって、編纂物である『吾妻鏡』や『平家物語』が示すような鎌倉（頼朝）側の動きを立証する同時代史料は存在しない。このことから、兄・頼朝との対立を避けられないと考えた義経が先に頼朝追討を決意した結果、在京あるいは畿内周辺に拠点を持つ御家人が動揺し、その中にいた土佐坊昌俊・三上家季兄弟らが、頼朝への忠義から率先して義経排除を決意した、とする説がある（三上氏は近江国野洲郡の出身とされるため、昌俊兄弟の元の本拠地も同地であった可能性がある）。

## 金王丸について
『平治物語』において、源義朝の死を愛妾である常盤御前に伝えた郎党、金王丸（こんのうまる、渋谷金王丸常光）を昌俊と同一人物する説があるが、史料においては確認されていない（真下基行#金王丸の墓の伝承も参照）。伝説では、昌俊＝金王丸は、常盤御前とともにいた幼い義経を覚えていたため討つことができなかったとされる。白根記念渋谷区郷土博物館・文学館の研究によると、金王丸の実在を証明する確実な史料は存在しない。

### 金王八幡宮
金王八幡宮が鎮座する東京都渋谷は、昌俊の祖父であり、桓武天皇の孫高望王の子孫と名乗る秩父党の河崎冠者基家が、前九年の役での武功により永承6年(1051年)に与えられた武蔵国豊島郡谷盛庄にあたる。また同神社は渋谷氏歴代の居城渋谷城の一部で、寛治6年(1092年)に基家が城内の一角に創建したと伝えられる。今も神社の一隅には金王丸を祀る金王丸影堂があり、傍らに「渋谷城・砦の石」と伝わる石塊が残る。

## 関連作品
テレビドラマ
- 『源義経』（1966年、NHK大河ドラマ、演：田崎潤）
- 『新・平家物語』（1972年、NHK大河ドラマ、演：平野康）役名：金王丸
- 『草燃える』（1979年、NHK大河ドラマ、演：荒井注）
- 『武蔵坊弁慶』（1986年、NHK新大型時代劇、演：渡辺哲）
- 『義経』（2005年、NHK大河ドラマ、演：六平直政）
- 『鎌倉殿の13人』（2022年、NHK大河ドラマ、演：村上和成）